# Longitarsus albus
Longitarsus albus es una especie de insecto coleóptero de la familia Chrysomelidae. Fue descrita científicamente en 1866 por Allard.